# Euphoria
"Euphoria" er en sang af den svenske sangerinde Loreen. Sangen repræsenterede Sverige ved Eurovision Song Contest 2012 i Baku, Aserbajdsjan, hvor den vandt konkurrence med 372 point, det næst-højeste antal point i konkurrencens historie på daværende tidspunkt.

## Hitlister og certifikationer
| Hitliste (2012–13)                               | Højeste placering |
| ------------------------------------------------ | ----------------- |
| Australien (ARIA)                                | 36                |
| Australien (ARIA Dance Chart)                    | 4                 |
| Belgien (Ultratop 50 Flanderen)                  | 1                 |
| Belgien (Ultratop 50 Vallonien)                  | 14                |
| Bulgarien (IFPI)                                 | 3                 |
| Danmark (Track Top-40)                           | 1                 |
| Estland (Eesti Top 40)                           | 1                 |
| Europa (Euro Digital Songs)                      | 1                 |
| Finland (Suomen virallinen lista)                | 1                 |
| Frankrig (SNEP)                                  | 26                |
| Grækenland Digital Songs (Billboard)             | 1                 |
| Holland (Single Top 100)                         | 2                 |
| Holland (Dutch Top 40)                           | 2                 |
| Island (Tonlist)                                 | 1                 |
| Irland (IRMA)                                    | 1                 |
| Israel (Media Forest)                            | 2                 |
| Italien (FIMI)                                   | 27                |
| Japan (Japan Hot 100)                            | 98                |
| Kroatien (HRT)                                   | 2                 |
| Luxembourg (Billboard)                           | 1                 |
| Moldova (Media Forest)                           | 3                 |
| Norge (VG-lista)                                 | 1                 |
| Polen (Polish Airplay Top 100)                   | 1                 |
| Portugal Digital Songs (Billboard)               | 10                |
| Rumænien (Romanian Top 100)                      | 6                 |
| Rusland (2M)                                     | 1                 |
| Schweiz (Schweizer Hitparade)                    | 1                 |
| Slovakiet (Rádio Top 100)                        | 1                 |
| Spanien (PROMUSICAE)                             | 2                 |
| Storbritannien Dance (Official Charts Company)   | 2                 |
| Storbritannien Singles (Official Charts Company) | 3                 |
| Sverige (Sverigetopplistan)                      | 1                 |
| Tjekkiet (Rádio Top 100)                         | 2                 |
| Tyrkiet (Number One Charts)                      | 8                 |
| Tyskland (Official German Charts)                | 1                 |
| Ukraine (FDR)                                    | 2                 |
| Ungarn (Rádiós Top 40)                           | 1                 |
| Ungarn (Single Top 40)                           | 8                 |
| Østrig (Ö3 Austria Top 40)                       | 1                 |

| Hitliste (2012)                   | Placering |
| --------------------------------- | --------- |
| Belgien (Ultratop 50 Flanders)    | 14        |
| Danmark (Tracklisten)             | 7         |
| Finland (Suomen virallinen lista) | 1         |
| Holland (Dutch Top 40)            | 4         |
| Holland (Mega Single Top 100)     | 10        |
| Rusland (2M)                      | 18        |
| Spanien (PROMUSICAE)              | 9         |
| Schweiz (Schweizer Hitparade)     | 16        |
| Sverige (Digilistan)              | 1         |
| Tyskland (Media Control AG)       | 9         |
| Ungarn (Rádiós Top 40)            | 19        |
| Østrig (Ö3 Austria Top 40)        | 7         |

| Land | Certificering | Salg     |
| --- | ------------- | -------- |
| Østrig (IFPI Østrig) | Platin        | 30.000x  |
| Belgien (BEA) | Guld          | 15.000*  |
| Danmark (IFPI Danmark) | Platin        | 30.000^  |
| Finland (Musiikkituottajat) | Platin        | 11,760   |
| Tyskland (BVMI) | Platin        | 300.000^ |
| Italien (FIMI) | Guld          | 15.000*  |
| Norge (IFPI Norge) | 11× Platin    | 110.000* |
| Spanien (PROMUSICAE) | Platin        | 40.000^  |
| Sverige (GLF) | 9× Platin     | 360.000x |
| Schweiz (IFPI Schweiz) | 2× Platin     | 60.000x  |
| Storbritannien (BPI) | Sølv          | 200.000^ |
| *Salgstal baseret på certificering alene. ^Forsendelsestal baseret på certificering alene. xUspecificerede tal baseret på certificering alene. |               |          |